# Герб на Сан Марино
Гербът на Сан Марино е сред държавните символи на страната. Приет е през XIV век.

## Символика
- Кулите с щраусови пера на синия щит представляват 3-те кули на страната: Гуаита, Честа и Монтале.
- Мотото LIBERTAS (лат.: СВОБОДА) символизира запазването на независимостта на тази малка държава. Девизът е свързан и с последните думи на основателя на Сан Марино: „Оставям ви свободни“.
- Дъбовите и лавровите клонки символизират стабилността и защитата на суверенитета на страната.
- Короната на герба символизира суверенитет.

Гербът на Сан Марино е поставен на знамето на републиката.